# Campeonato Mundial de Ginástica Artística de 2011 - Barras paralelas masculino
A competição das barras paralelas masculino do Campeonato Mundial de Ginástica Artística de 2011 teve sua final disputada no dia 16 de outubro. A qualificatória que definiu os ginastas finalistas foi disputada em 18 e 10 de outubro.

## Medalhistas
| Ouro  | USA Danell Leyva         |
| Prata | GRE Vasileios Tsolakidis |
| Prata | CHN Zhang Chenglong      |

## Resultados

### Qualificatória
Esses são os resultados da qualificatória.
| Pos. | Ginasta                  | Total  | Nota |
| ---- | ------------------------ | ------ | ---- |
| 1    | CHN Feng Zhe             | 15,508 | Q    |
| 2    | FRA Yann Cucherat        | 15,433 | Q    |
| 3    | CHN Zhang Chenglong      | 15,400 | Q    |
| 4    | JPN Kohei Uchimura       | 15,391 | Q    |
| 5    | ROU Marius Berbecar      | 15,366 | Q    |
| 6    | USA Danell Leyva         | 15,366 | Q    |
| 7    | JPN Kazuhito Tanaka      | 15,366 | Q    |
| 8    | GRE Vasileios Tsolakidis | 15,300 | Q    |
| 9    | CHN Guo Weiyang          | 15,241 |      |
| 10   | GER Philipp Boy          | 15,233 | R    |
| 11   | JPN Yusuke Tanaka        | 15,166 |      |
| 12   | UZB Anton Fokin          | 15,166 | R    |
| 12   | POL Adam Kierzkowski     | 15,166 | R    |

- Q - qualificado para a final
- R - reserva

### Final
Esses são os resultados da final.
| Pos. | Ginasta                 | Nota D | Nota E | Pen. | Total  |
| ---- | ----------------------- | ------ | ------ | ---- | ------ |
|      | USA Danell Leyva        | 6,400  | 9,233  |      | 15,633 |
|      | GRE Vasileos Tsolakidis | 6,500  | 9,033  |      | 15,533 |
|      | CHN Zhang Chenglong     | 6,500  | 9,033  |      | 15,533 |
| 4    | JPN Kohei Uchimura      | 6,500  | 9,000  |      | 15,500 |
| 5    | FRA Yann Cucherat       | 6,400  | 8,933  |      | 15,333 |
| 6    | ROU Marius Berbecar     | 6,600  | 8,666  |      | 15,266 |
| 7    | CHN Feng Zhe            | 6,600  | 8,600  |      | 15,200 |
| 8    | JPN Kazuhito Tanaka     | 6,800  | 8,366  |      | 15,166 |